# Sexto Palpélio Histro
Sexto Palpélio Histro (em latim: Sextus Palpellius Hister) foi um senador romano nomeado cônsul sufecto para o nundínio de abril e julho de 43 com Lúcio Pedânio Segundo. Era natural de Pietas Julia, na Ístria.

## Carreira
A carreira de Histro é bem conhecida por causa de uma inscrição em sua cidade natal dedicada em sua homenagem por Caio Precio Félix, natural de Neápolis. Através dela, sabemos que ele era amigo do imperador Augusto e seguiu como legado de Tibério em sua campanha na Germânia entre 9 e 11 para vingar a derrota romana na Batalha da Floresta de Teutoburgo (9). Depois disto, foi tribuno laticlávio da XIV Gemina, sediada em Mogoncíaco, na Germânia Superior. Depois, foi decemvir stlitibus iudicandis no vigintivirato. Foi em seguida questor, tribuno da plebe e pretor, o que permitiu que ele fosse nomeado por Tibério para governar uma província senatorial de status pretoriano, mas a inscrição não indica qual.
A partir daí, talvez por influência do prefeito pretoriano Lúcio Élio Sejano, sua carreira foi interrompida pelo restante do reinado de Tibério e todo o de Calígula. Quando Cláudio assumiu, Histro reaparece como cônsul sufecto no começo de 43. Finalmente, Cláudio o nomeou governador proconsular da Panônia, cargo que ainda exercia em 50 quando, por ordem do imperador, enviou tropas para a fronteira do Danúbio para apoiar o deposto rei dos suevos, Vangio, que se refugiou em território romano depois de receber terras para si e para seus aliados.